# Diario de Gauss
El diario de Gauss fue un registro de los descubrimientos matemáticos del matemático alemán Carl Friedrich Gauss desde 1796 hasta 1814. Fue redescubierto en 1897 y publicado por Klein (1903), y reimpreso en el volumen X1 de sus obras completas y en (Gauss, 2005). Hay una traducción al inglés con comentarios de Gray Gray (1984), reimpresa en la segunda edición de (Dunnington, 2004).

## Entradas de ejemplo

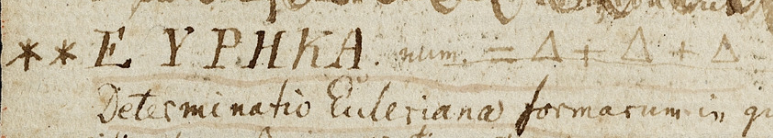
Entrada del diario de Gauss relacionada con la suma de números triangulares (1796)

La mayoría de las entradas consisten en una declaración breve y a veces críptica de un resultado en latín.
Entrada 1, fechada el 30 de marzo de 1796, escrita como "Principia quibus innititur sectio circuli, ac divisibilitas eiusdem geometrica in septemdecim partes etc.", indica el descubrimiento de Gauss de la construcción del heptadecágono con regla y compás.
Entrada 18, fechada el 10 de julio de 1796, registrada como "ΕΥΡΗΚΑ! num = Δ + Δ + Δ" e indica el descubrimiento de una demostración de que cualquier número natural es suma de tres números triangulares, una caso especial del teorema del número poligonal de Fermat.

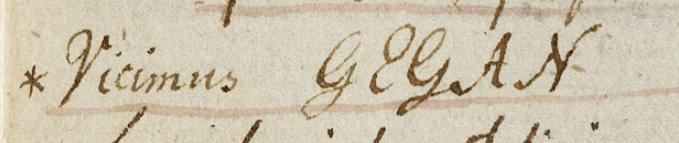
Entrada del diario de Gauss, Vicimus GEGAN

Entrada 43, fechada el 21 de octubre de 1796, escrita como "Vicimus GEGAN" (Hemos conquistado GEGAN). El significado de esto fue un misterio durante muchos años.Biermann (1997) encontró un manuscrito de Gauss que sugiere que GEGAN es una inversión del acrónimo NAGEG que significa Nexum medii Arithmetico-Geometricum Expectationibus Generalibus y se refiere a la conexión entre la media aritmético-geométrica y las funciones elípticas. 
Entrada 146, fechada el 9 de julio de 1814, es la última entrada, y registra una observación relacionada con los residuos bicuadráticos y las funciones lemniscáticas, más tarde demostrada por Gauss y por Chowla (1940). Más precisamente , Gauss observó que si a+bi es un primo (gaussiano) y a–1+bi es divisible por 2+2i, entonces el número de soluciones de la congruencia 1=xx+yy+xxyy  (mod a+bi), incluyendo x=∞, y=±i y x=±i, y=∞, es (a–1)2+b2.